# 베트남-조선민주주의인민공화국 관계
조선민주주의인민공화국과 옛 국가인 북베트남은 1950년 1월 31일, 공식적으로 외교 관계를 수립하였다. 1957년 7월에는 북베트남 국가주석 호찌민이 북한을 방문하였으며, 북한의 지도자 김일성은 1958년 11월부터 12월까지, 그리고 1964년 11월에 북베트남을 방문하였다. 1961년 2월, 양국 정부는 과학기술 협력에 관한 협정을 체결하였다. 1976년, 북베트남은 남베트남과 통일되어 현재의 베트남이 되었다.

## 역사

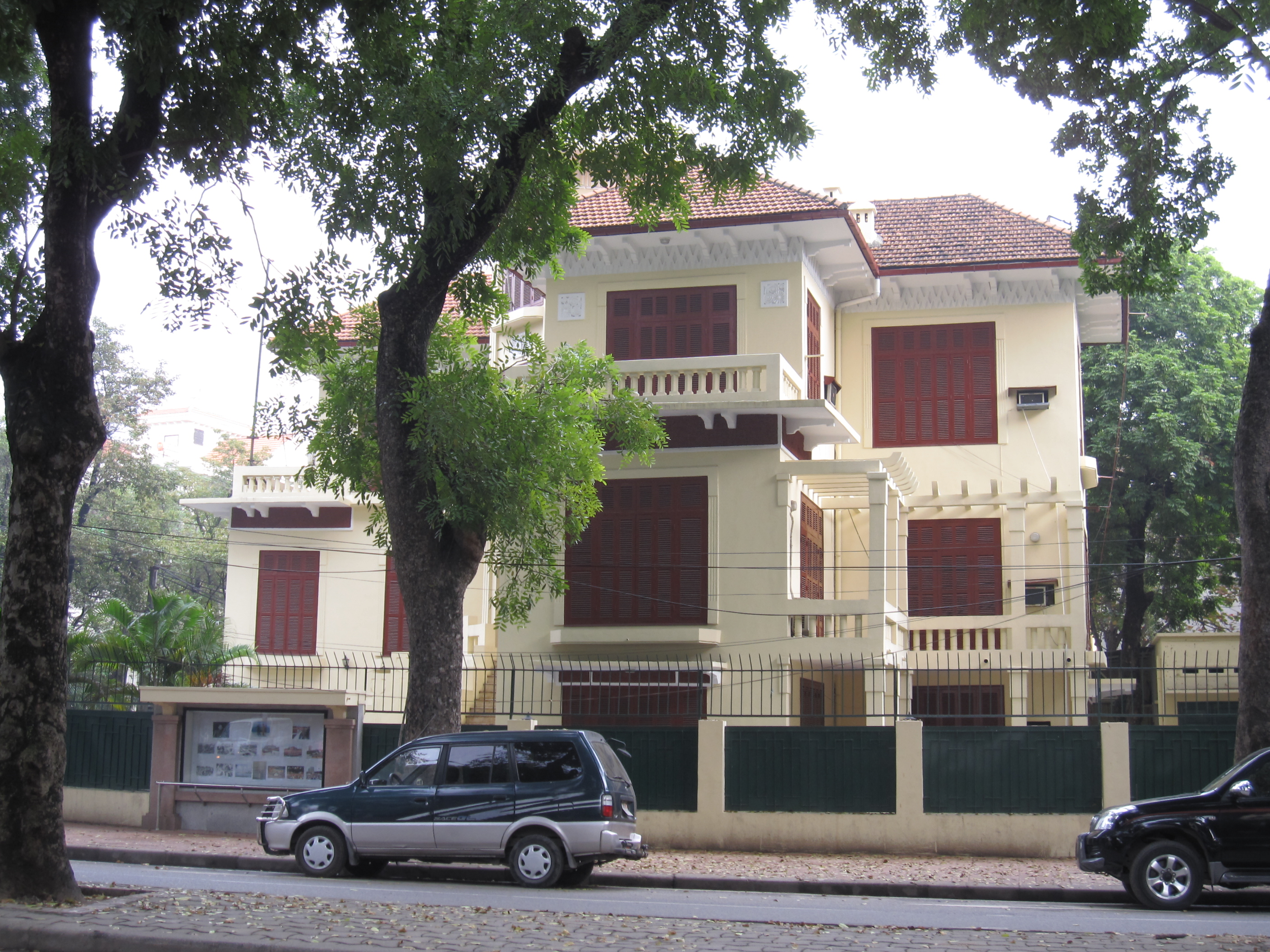
베트남 하노이에 위치한 조선민주주의인민공화국 대사관

베트남 전쟁 동안 북한은 북베트남에 상당한 경제 및 군사 원조를 제공하였다(1966년: 1,230만 루블; 1967년: 2,000만 루블; 1968년: 1,250만 루블; 1969년: 1,250만 루블). 1968년에는 약 2,000명의 베트남 학생들과 연수생들이 북한에서 무료로 교육을 받았다. 1966년 10월, 조선로동당의 결정에 따라, 1967년 초 북한은 하노이를 방어하던 북베트남 제921 및 제923 전투비행대대를 지원하기 위해 전투기 비행중대를 북베트남에 파견하였다. 이들은 1968년까지 머물렀으며, 약 200명의 조종사들이 복무한 것으로 알려졌다. 이와 더불어 최소 두 개의 고사포 연대도 파견되었다. 북한은 또한 무기, 탄약, 그리고 200만 벌의 군복을 북베트남의 동지들에게 보냈다. 김일성은 조종사들에게 "베트남의 하늘을 자기 하늘처럼 여기며 전쟁에서 싸우라"고 말한 것으로 전해진다.
그러나 1968년부터 여러 이유로 평양과 하노이 간의 관계는 악화되기 시작하였다. 북한은 미국을 베트남에 계속 얽매이게 하기를 원했기 때문에, 북베트남이 미국과 평화 협상에 나선 결정에 동의하지 않았으며, 파리 평화 협정에도 부정적인 반응을 보였다. 캄보디아 내전 기간 동안 북한은 중국이 제안한 "아시아 5개 혁명 국가 (중국, 대한민국, 베트남, 라오스, 캄보디아)의 통일전선" 구상에 찬성한 반면, 북베트남은 이 구상이 소련을 배제하고 인도차이나에서의 베트남의 주도권에 도전한다고 보고 이를 거부하였다. 이 무렵 베트남 전쟁은 종결되었으며, 북한과 달리 북베트남 정부는 1975년까지 국가 전체의 통일을 이루는 데 성공하였다. 베트남-캄보디아 전쟁 기간 동안 북한 지도부는 베트남의 캄보디아 침공을 비난하였고, 캄푸치아 인민공화국을 승인하지 않았으며, 망명 중이던 노로돔 시아누크에게 북한 체류를 허용하였다. 북한은 이 시기 크메르 루주를 지원하였고, 중국-베트남 전쟁 당시 중국의 편에 섰으며, 베트남의 비동맹 운동 탈퇴를 요구하기도 하였다. 역사학자 벌라즈 살론타이에 따르면, 베트남은 이러한 북한의 자기중심적 태도에 반감을 갖게 되었으며, 양국 정부는 우방이라기보다는 경쟁 관계로 변하였다. 같은 시기, 크메르 루주의 지도자이자 캄푸치아 공산당 서기장이던 폴 포트는 북한을 방문하였는데, 이는 그가 이끈 단 두 차례의 해외 방문 중 하나였으며, 베트남과 적대 관계였던 폴 포트의 방문은 북-베트남 관계를 더욱 악화시켰다.

## 2000년대 초반
1990년대와 2000년대에 접어들면서 북한과 베트남 간의 관계는 투자 및 무역 분쟁으로 인해 더욱 악화되었다.
전직 주한 베트남 대사는 북한 김일성종합대학 출신으로, 그의 아버지는 주북한 베트남 대사관 직원이었으며, 본인 또한 1998년부터 2002년까지 김일성종합대학에 재학했다. 그는 2004년 《조선일보》와의 인터뷰에서 북한에서 거주하며 겪은 경험을 이야기한 바 있다.
북한의 거대한 이웃인 중국이 명백한 경제 개혁의 본보기로 여겨지는 반면, 전문가들은 북한이 오히려 베트남을 훨씬 더 나은 모델로 간주하고 있다고 말한다.